# Miska

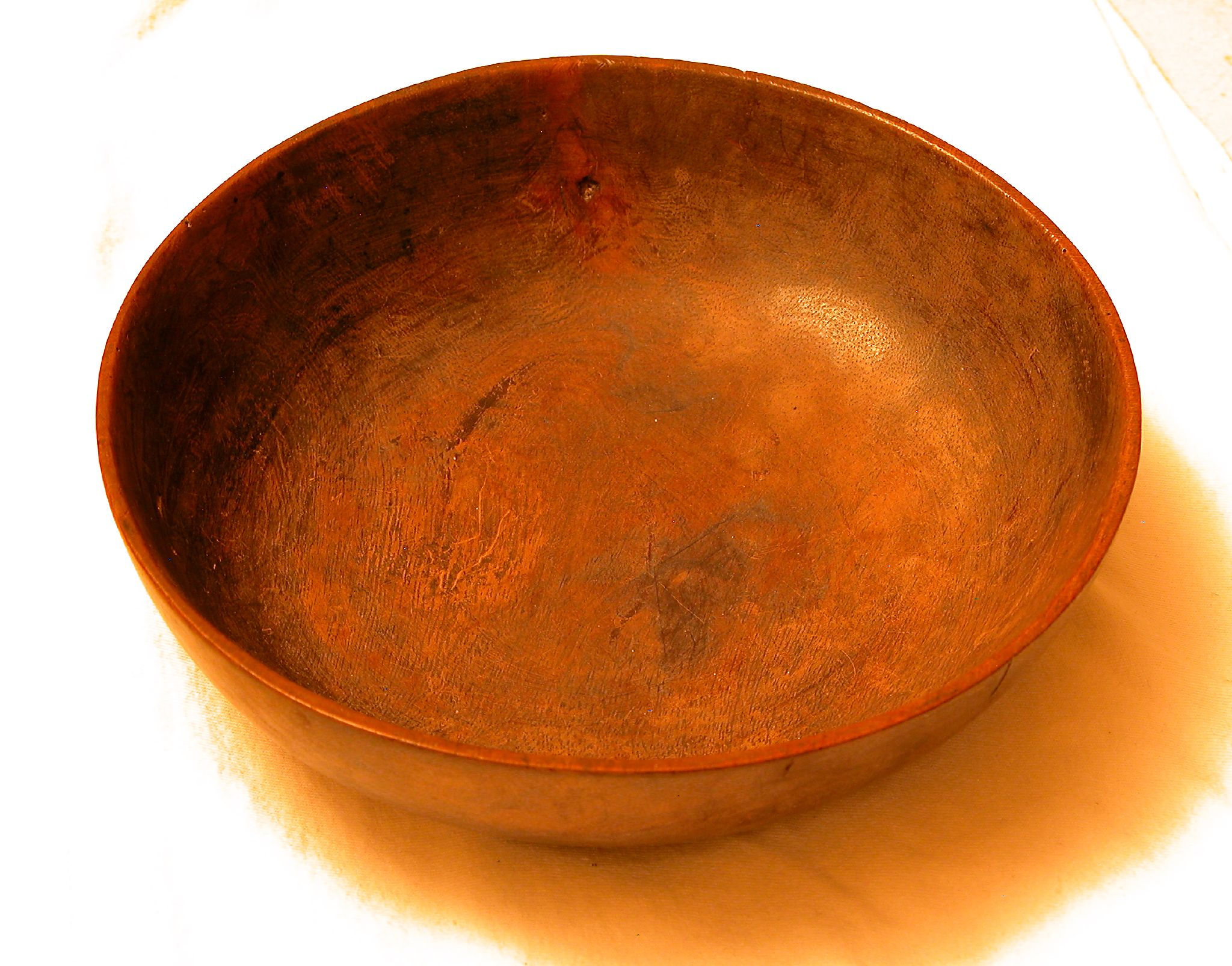
Drewniana miska

Miska – głębokie, okrągłe naczynie z krawędziami zakończonymi w kierunku pionowym. Miska służy do przechowywania bądź podawania różnego rodzaju jedzenia. Najczęściej jest wykonana z porcelany, metalu, tworzyw sztucznych, szkła lub drewna. Szklane lub porcelanowe miski do podawania sałat lub kompotów nazywa się salaterkami.